# Marea Trolilor
Marea Trolilor (en. The Sea of Trolls) este un roman fantastic, scris în 2004, de cîștigătoarea Newbery Honor, Nancy Farmer.
Anul 793, într-un sat saxon în care credința creștină se întrepătrunde cu mitologia păgână nordică. Eroul acestei noi aventuri este Jack, fiul unui fermier creștin pe care un bard l-a ales drept ucenic, și nu este un bard oarecare, ci cel mai de seama om al comunității și în același timp vraci, vrăjitor, poet. Și, lucrul cel mai important, este înzestrat cu puteri magice. Chiar în vremea când tânărul ucenic într-ale magiei deprinde meșteșugul, este răpit împreună cu surioara lui Lucy de către berserkeri, războinici care după ce beau niște licori deveneau ucigași nemiloși. Primejdii din cale-afara de cumplite îi așteaptă, dar, dintre toate, cea mai grozavă îl pândește când trebuie să străbată un ținut fabulos în care au de-a face cu făpturi înspăimântătoare. Va reuși Jack, la capătul acestor grele încercări, să devină un bard în adevăratul sens al cuvântului și să-și împlinească destinul?